# 区舰队领舰

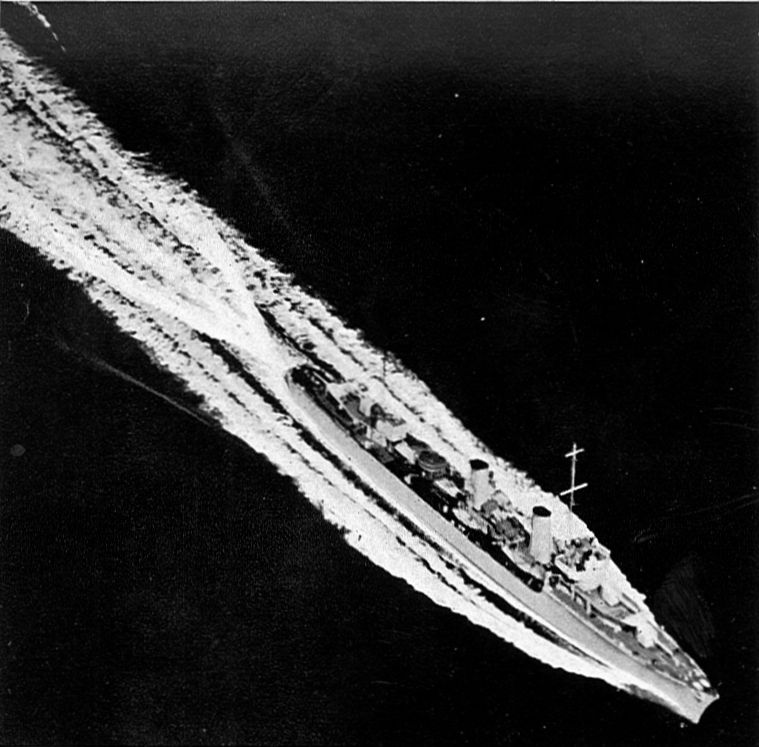
杜布罗夫尼克号驱逐舰，一艘按区舰队领舰设计的大型驱逐舰

区舰队领舰（英語：Flotilla leader）是19世纪末和20世纪初海军的一种军舰类别，适合指挥由驱逐舰或其他小型军舰组成的区舰队，通常由小型巡洋舰或大型驱逐舰（称为驱逐舰领舰）担任。区舰队领舰会为区舰队司令（通常拥有海军上校军衔）提供空间、设备和人员，包括无线电室、高级轮机官和炮兵官以及军官随行的行政人员。最初，各国海军经常会使用老旧的轻巡洋舰或侦察巡洋舰，但到20世纪初，新型驱逐舰的设计航速普遍提高，意味着此类舰艇无法再满足冲锋的需求。因此，大型驱逐舰设计被生产出来作为区舰队领舰使用。
随着驱逐舰从以分舰队形式作战的专用反鱼雷艇转变为单独作战或作为小型舰艇群的领舰作战的大型多用途舰艇，并且随着指挥控制技术的进步，对专业区舰队领舰的需求逐渐减少，所有驱逐舰都可胜任这项职能。最后一艘为英国皇家海军建造的专业区舰队领舰是1936年下水的英格尔菲尔德号。此后的领舰都采用与其同级的各舰相同的设计，仅作出一些细微的修改以适应其角色。在皇家海军中，区舰队领舰和指挥官被称为“D上校”，这类舰艇可以通过它们在烟囱标示的特殊彩色条纹来识别。

## 区舰队领舰设计

### 法国海军
- 美洲豹级驱逐舰（英语：French destroyer Chacal）[1]
- 獵豹級驅逐艦[2]
- 鷹級驅逐艦[2]
- 空想級驅逐艦[2]

### 德国海军
- 1936A型驱逐舰（英语：Type 1936A destroyer）[3]

### 日本海军
- 天龍級輕巡洋艦[4]
- 球磨級輕巡洋艦
- 長良級輕巡洋艦[5]
- 川內級輕巡洋艦[6]
- 阿賀野級輕巡洋艦[7]

### 英国海军
- 斯威夫特号区舰队领舰（英语：HMS Swift (1907)）－雏形
- 福克纳级区舰队领舰（英语：Faulknor-class flotilla leader）
- 神射手级区舰队领舰（英语：Marksman-class flotilla leader）
- 帕克级区舰队领舰（英语：Parker-class flotilla leader）
- 海军部V级领舰（英语：V and W-class destroyer）
- 海军部型区舰队领舰（英语：Admiralty type flotilla leader）
- 桑尼克罗夫特型驱逐舰领舰（英语：Thornycroft type destroyer leader）
- “战间期标准”的每艘A（英语：A- and B-class destroyer）至I级（英语：I-class destroyer）领舰都是根据略微增大的设计建造：
  - 科德林顿号驱逐舰领舰（英语：HMS Codrington）
  - 基思号驱逐舰（英语：HMS Keith）
  - 肯彭费尔特号区舰队领舰（英语：HMS Kempenfelt (I18)）
  - 邓肯号区舰队领舰（英语：HMS Duncan (D99)）
  - 埃克斯茅斯号区舰队领舰（英语：HMS Exmouth (H02)）
  - 福克纳号区舰队领舰（英语：HMS Faulknor (H62)）
  - 格伦维尔号区舰队领舰（英语：HMS Grenville (H03)）
  - 哈迪号区舰队领舰（英语：HMS Hardy (H87)）
  - 英格尔菲尔德号区舰队领舰（英语：HMS Inglefield）

### 意大利海军
- 羅馬統帥級輕巡洋艦

### 荷兰海军
- 特龙普级轻巡洋舰（英语：Tromp-class cruiser）[8]

### 罗马尼亚海军
- 默勒什蒂级驱逐舰（英语：Vifor-class destroyer）

### 南斯拉夫海军
- 杜布罗夫尼克号驱逐舰（英语：Yugoslav destroyer Dubrovnik）
- 斯普利特号驱逐舰（英语：Yugoslav destroyer Split）

### 苏联海军
- 列宁格勒级驱逐舰（英语：Leningrad-class destroyer）[9]
- 塔什干级驱逐舰（英语：Tashkent-class destroyer）[10]

### 美国海军
- 波特级驱逐舰[11]
- 索莫斯級驅逐艦[12]
- 亞特蘭大級輕巡洋艦（最初被计划用作区舰队领舰，但很快被重分配为防空巡洋舰任务）[13]
- 二战后的舰艇参见美国海军驱逐舰领舰列表（英语：List of United States Navy destroyer leaders）

## 脚注
1. ↑  Le Masson，第8頁.
2. 1 2 3  Le Masson，第14頁.
3. ↑  Lenton 1975，第72頁.
4. ↑  Watts，第71頁.
5. ↑  Watts，第75頁.
6. ↑  Whitley，第164–165頁.
7. ↑  Whitley，第186–187頁.
8. ↑  Lenton 1968，第12頁.
9. ↑  Hill，第24頁.
10. ↑  Hill，第42頁.
11. ↑  Silverstone，第114頁.
12. ↑  Silverstone，第118頁.
13. ↑  Ewing，第92頁.